# Christopher Murray
Christopher Patrick Murray (ur. 19 marca 1957 w Los Angeles) – amerykański aktor filmowy i telewizyjny. Syn pary aktorskiej Hope Lange i Dona Murraya, pasierb reżysera filmowego Alana Pakuli.

## Wybrana filmografia

### Filmy
- 1976: Wszyscy ludzie prezydenta – asystent zdjęciowy
- 1989: Do zobaczenia rano – pacjent terapii grupowej
- 1993: Raport Pelikana – Rupert
- 1995: W słusznej sprawie – detektyw T.J. Wilcox
- 1995: Zabójcza perfekcja – Matthew Grimes
- 1997: Góra Dantego – pilot helikoptera
- 2005: Ja, twardziel – bezdomny mężczyzna
- 2006: As w rękawie –
  - sierżant,
  - szef

### Seriale
- 1980: Knots Landing – Les
- 1989: Dni naszego życia – Ben
- 1990–1991: Flash –
  - patrolowiec autostrady,
  - Williams
- 1993: Napisała: Morderstwo – Phil Coile
- 1995: Szpital miejski – Mountie McGraw
- 1996: JAG: Wojskowe Biuro Śledcze – pułkownik Gordon
- 1998: Prawnik z Manhattanu – specjalny agent Rick Flowers
- 1998: Buddy Faro – Emmit Kornhaven
- 1999: Beverly Hills, 90210 – szef Dylan's Community Service
- 1999: Portret zabójcy – Tom
- 2001: Prezydencki poker – Tony Phillips
- 2001–2003: Siódme niebo –
  - policjant,
  - strażak Bill
- 2002: 24 godziny – Dockerty
- 2004: Jordan w akcji – umundurowany oficer